# Monika Berwein
Monika Berwein-Schmid, nemška alpska smučarka, * 31. avgust 1957, Garmisch-Partenkirchen, Zahodna Nemčija.
Nastopila je na Olimpijskih igrah 1976, kjer je odstopila v slalomu. V svetovnem pokalu je tekmovala tri sezone med letoma 1975 in 1977 ter dosegla eno uvrstitev na stopničke v slalomu. V skupnem seštevku svetovnega pokala je bila najvišje na 24. mestu leta 1976, ko je bila tudi enajsta v slalomskem seštevku.